# Opere e poetica di Carmelo Bene

Carmelo Bene

Le opere e la poetica di Carmelo Bene sono assai ricche e prolifiche, e abbracciano quasi quarant'anni di attività dell'autore, dal 1959 fino al 2002.
La sua discussa e controversa figura, spesso oggetto di clamorose polemiche, ha diviso critica e pubblico fin dagli esordi: considerato da alcuni un affabulante ingannatore e un presuntuoso "massacratore" di testi, per altri Bene è stato uno dei più grandi attori del Novecento. Dalle dichiarazioni di Bene risulta evidente il suo disprezzo per certa critica teatrale, da lui ritenuta "piena di parvenus". Tra i primi a rendergli omaggio si ricordano alcuni tra i più illustri esponenti del mondo intellettuale dell'epoca, come, ad esempio, Eugenio Montale, Alberto Moravia, Ennio Flaiano e Pier Paolo Pasolini. Bene ebbe poi modo di collaborare, tra gli altri, con Pierre Klossowski e Gilles Deleuze, i quali scrissero alcuni saggi sul modo di fare teatro dell'artista italiano. La lotta di Bene si rivolge contro il naturalismo e la drammaturgia borghese, contro le classiche visioni del teatro. Rivendica l'arte attoriale innalzando l'attore da mera maestranza (così definita da Silvio D'Amico) ad artista-personificazione assoluta del complesso teatrale. Il testo, poiché nato dalla penna di uno scrittore spesso avulso dal problema del linguaggio scenico, non può essere interpretato: esso deve necessariamente essere ricreato dall'attore.
Carmelo Bene è contro il teatro di testo, per un teatro da lui definito "scrittura di scena", un teatro del dire e non del detto. Fare "teatro del già detto" sarebbe un ripetere a memoria le parole di altri senza creatività, quello che Artaud definiva un "teatro di invertiti, droghieri, imbecilli, finocchi: in una parola di Occidentali". È l'attore, con la scrittura di scena, a fare teatro hic et nunc. Il testo viene considerato come "spazzatura", perché lo spettacolo va visto nella sua totalità. Il testo ha il medesimo valore di altri elementi come le luci, le musiche, le quinte. Il teatro di testo, di immedesimazione, viene definito da Bene come un teatro cabarettistico. Gli attori che si calano in dei ruoli, che interpretano, sono per lui degli intrattenitori, degli imbonitori, dei "trovarobe". Nel suo teatro, l'attore è l'Artefice. Il testo non viene più messo in risalto come nel teatro di testo, viene anzi martoriato, continuando un discorso iniziato da Artaud, che già aveva iniziato la distruzione del linguaggio, ma che per Bene fallì sulle scene, perché cadde nella interpretazione.
Bene distrugge l'Io sulla scena, l'immedesimazione in un ruolo, a favore di un teatro del soggetto-attore. Bene è stato definito Attore Artifex, cioè attore artefice di tutto, e lui stesso preferiva definirsi, con un neologismo, una "macchina attoriale": autore, regista, attore, scenografo, costumista. Buona parte delle opere letterarie di Carmelo Bene le possiamo trovare raccolte in un volume unico, dal titolo Opere, con l'Autografia di un ritratto, nella collana dei Classici Bompiani. Inoltre La Fondazione Immemoriale di Carmelo Bene si preoccupa della "conservazione, divulgazione e promozione nazionale ed estera dell'opera totale di Carmelo Bene, concertistica, cinematografica, televisiva, teatrale, letteraria, poetica, teorica, ..."

## Influenze sull'opera beniana

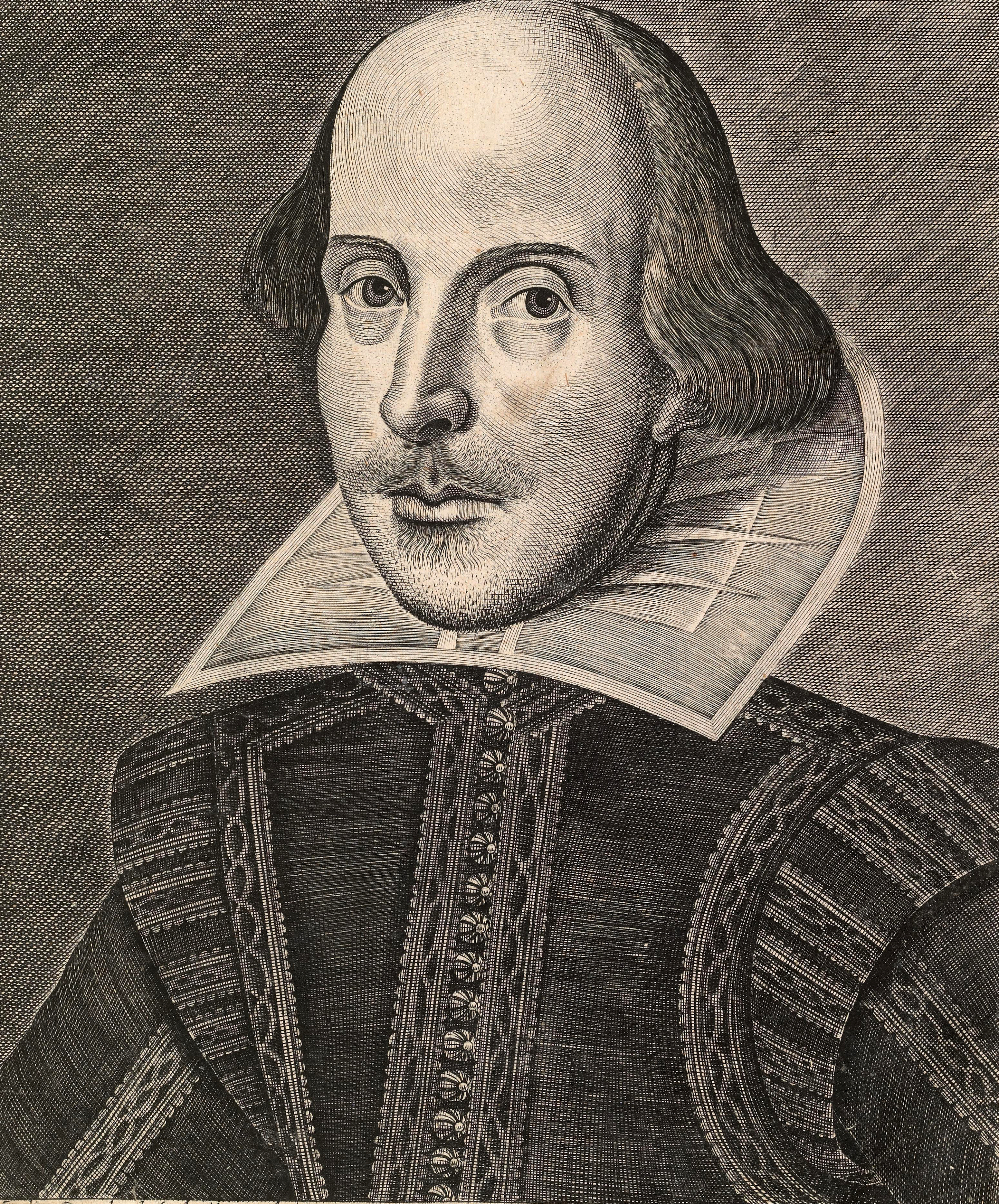
Shakespeare

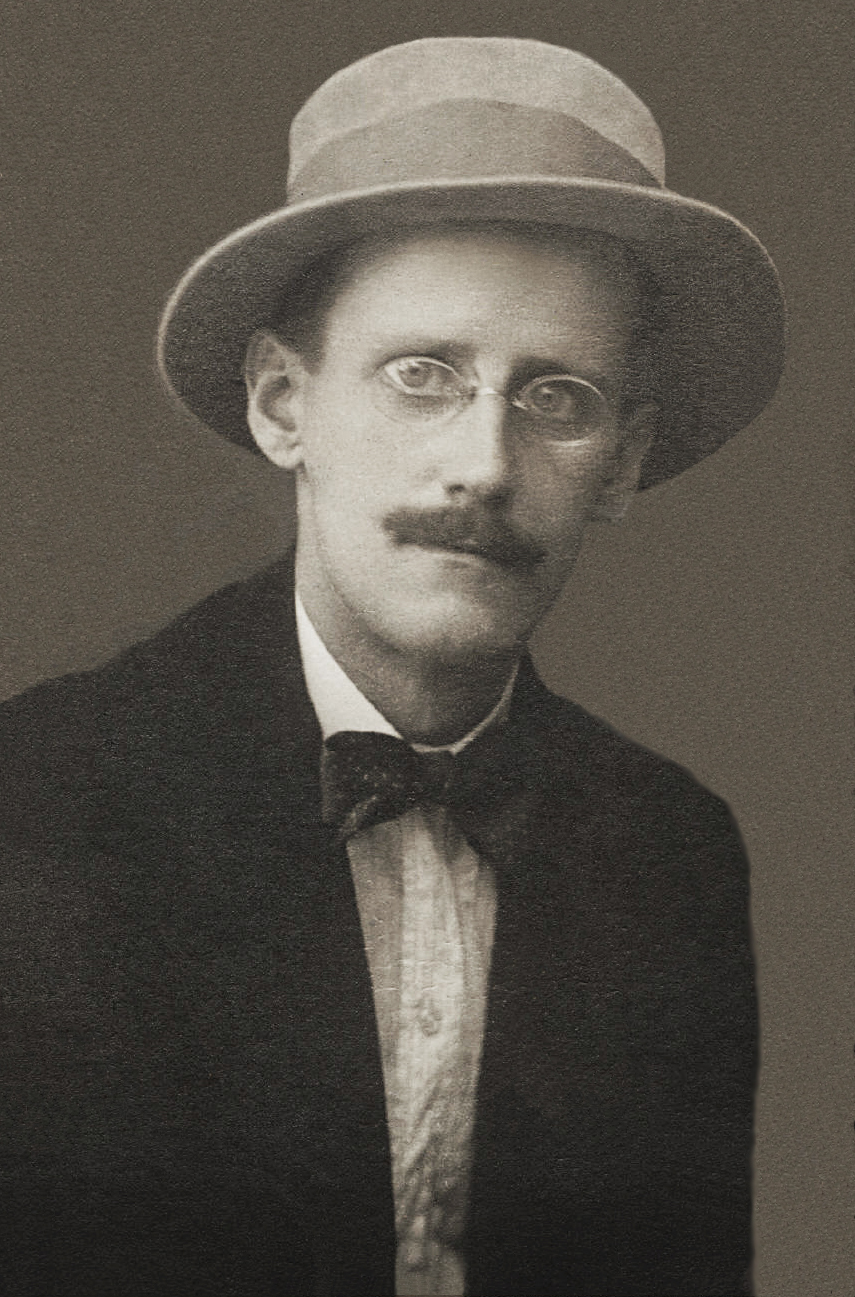
James Joyce

Sarebbe fuorviante parlare di "influenza" tout court sull'opera beniana, considerata l'impossibilità di trovare raffronti e/o filiazioni storico-geografiche, e come scrive Piergiorgio Giacchè, "chi conosce Bene e il suo teatro, sa che la sua singolarità è assoluta". Bisogna considerare inoltre il fatto che già dagli esordi Bene si è dichiarato una volta per tutte "allievo di sé stesso".
Stabilita questa unicità e dando al termine "influenza" un valore puramente indicativo e convenzionale, possiamo allora dire che tra le non poche "influenze", più o meno decisive, riscontrabili nella sua opera, si possono citare: Dante Alighieri, Giacomo Leopardi, De Sade, Dino Campana, Tommaso Landolfi, Antonio Pizzuto, Elsa Morante, Emilio Villa, Oscar Wilde, James Joyce, Thomas Eliot, Franz Kafka, Vladimir Majakovskij, Max Stirner, Charles Baudelaire, William Shakespeare, Christopher Marlowe, John Donne, Jules Laforgue, Edgar Allan Poe, San Juan de la Cruz, Pier Paolo Pasolini, Buster Keaton, Totò, Jean Genet, João César Monteiro, Ettore Petrolini, Peppino De Filippo, Eduardo De Filippo, Antonin Artaud, Living Theatre, Bertolt Brecht (con qualche riserva), Samuel Beckett, Friedrich Nietzsche, Emil Cioran, Jacques Lacan, Michel Foucault, Gilles Deleuze, Sigmund Freud, Thomas Hobbes, Ferdinand de Saussure, Pierre Klossowski, Leopold von Sacher-Masoch, Salvador Dalí, Francis Bacon, Giorgio De Chirico, Giuseppe Verdi, Gioachino Rossini, Maria Callas, e tant'altri.
Fuori dal campo dell'arte e della filosofia, hanno contribuito alla sua formazione (oltre alla famiglia e all'ambiente nativo salentino naturalmente), le influenze sospese tra una probabile storia e l'immaginario come San Giuseppe da Copertino, Lorenzaccio, la non-storia dei Santi. Decisive furono inoltre le esperienze delle migliaia di messe servite, dove l'infante Carmelo incominciò quasi inconsapevole ad avere a che fare con "il teatro come incomprensibilità e come incomprensione tra officianti e spettatori". Altra esperienza indimenticabile fu il mesetto, poi ridotto a due settimane, di permanenza in manicomio dove incominciò a rendersi conto del "linguaggio istituzionale normale" e quello "'scombinato o impeccabile" dei pazzi, delle vere "macchine demolitrici".

## Il Grande Teatro
Il linguaggio e la terminologia usati per spiegare il suo modo di concepire e "dis-fare" il teatro sono unici e inequivocabili, mai tentati prima, perciò Carmelo Bene si sente sempre necessitato a precisare, dicendo che il Grande Teatro, o altrimenti detto teatro senza spettacolo, è:
In questo Grande Teatro agisce, o meglio, viene agito il non-attore o la macchina attoriale (conseguenza del grande attore), non vi è rappresentazione e rappresentanza, divisione dei ruoli, messaggio più o meno sociale, psicodrammaticità. In questa utopia o "non-luogo", viene a imporsi l'osceno (fuori scena e fuori di sé) e l'assenza, il porno (l'aldilà del desiderio): tutti "concetti" di cui Bene ha dimostrato la sussistenza sperimentandoli in prima persona. Per questo sentiamo Bene sempre parlare di dis-fare e non di fare (teatro o altro), di di-scrivere e non di scrivere o descrivere, di non-attore e non di attore, di non-luogo, di assenza e non di presenza, di irrappresentabile e non di rappresentabile o rappresentazione, di porno e non di eros, di assenza di ruoli, di togliere di scena e non di mettere in scena, di essere agiti e non di agire, di esser detti e non di dire, ecc. La maggior parte degli studiosi concordano sul fatto che questa revisione totale del teatro (riferita al suo linguaggio, al modo, alla forma e alla sua stessa essenza), consente a Bene di essere annoverato fra gli "attori" di genio e non di talento.

### La macchina attoriale
La macchina attoriale (o C.B.) è la conseguenza del grande attore che si è svestito delle umane capacità espressive corporee (vocalità, espressione del viso, gestualità, ecc.), per indossare una veste amplificata sia sonora che visiva. Quest'ultima sempre vincolata e soggiacente alla phoné comunque. Prima di tutto è importante l'amplificazione della voce, che permette all'attore di ricondurre l'emissione sonora al proprio interno. La voce della cosiddetta macchina attoriale non è una mera e semplice amplificazione ma è un'estensione del ventaglio timbrico e tonale, che, in questo caso, diventa un sistema unico e inscindibile, che ingloba corde vocali, cavità orale, contrazioni diaframmatiche, equalizzazione, amplificazione, ecc. La macchina attoriale è una fusione tra macchina e attore; l'amplificazione non è dunque una mera protesi ma un'estensione organica ulteriore dove la voce ormai non è più caratterizzata dalla sua fisicità, ma prevalentemente, diciamo così, dal meccanismo sonoro. Così come non si possiede un corpo ma si è il corpo, allo stesso modo si è o si diventa amplificazione, equalizzazione, ecc.
Bene facendo un esempio dice che:
E inoltre aggiunge che la macchina attoriale è:
Nel seminario del 1984 Carmelo Bene spiega molto chiaramente il perché di una "lettura come non ricordo": il grande attore o la macchina attoriale è obbligata a stornare l'attenzione dal ricordo onde controllare quella che in musica viene detta fascia (che comprende timbri e toni), laddove è racchiuso tutto il "delirio [della voce], della concentrazione", dal cui limite non si può uscire. "Questa è la ragione fondamentale perché", nonostante C.B. conosca "a memoria Leopardi come pochi", è costretto a leggere onde "controllare questa fascia e al tempo stesso verificare "l'idiosincrasia" tra quanto si sta leggendo e quanto sta divenendo di lui. Stornare completamente l'attenzione dalla "cadaverina mnemonica" è conditio sine qua non per far funzionare la macchina attoriale, dato che vi è una notevole mole di lavoro e concentrazione da dedicare altrove.
Per quanto riguarda la parte visiva della macchina attoriale, Carmelo Bene ricorda che, non solo l'orecchio, ma anche.

### Scrittura di scena, testo a monte e teatro di regia
La scrittura di scena, come il grande attore, precede l'ulteriore sviluppo rappresentato dalla macchina attoriale C.B.
Precisando poi che l'importanza del testo nella scrittura di scena è del tutto uguale a qualsiasi altro oggetto che si trova sulla scena, che sia più o meno significativo poco importa, come per esempio il parco lampade, un tavolo, un pezzo di stoffa, ecc.
Il testo a monte, invece, non è nient'altro che il testo originale, riproposto così in maniera più o meno fedele. Il teatro di regia rappresenta dunque un progetto, una direzione, contrariamente al campo minato e allo sprogettare della scrittura di scena.

### La phoné
Il fatto paradossale è che il suo teatro così incomprensibile abbia avuto infine, in modo prodigioso, un successo di vasta portata popolare. Questo equivoco lo spiega lo stesso Bene, dicendo che il linguaggio del Grande Teatro, incomprensibile per definizione, è comprensibile tout court su un piano d'ascolto diverso, essendo tutto affidato ai significanti e non al senso o al significato. Quindi, come succede per la musica, il Grande Teatro è fruibile, comprensibile anche da persone che parlano lingue diverse, come per esempio eschimesi, o cinesi, poiché la babele linguistica viene risolta tutta nella phoné, e non nel senso. La phoné viene espressamente definita da Bene come rumore, che comprende anche la musica e il dire.
La phoné è pur sempre un mezzo e non un fine, e a questo proposito Carmelo Bene fa una precisazione essenziale:

### Atto e azione, chronos e aion
L'altro pilastro su cui si basa il tipico modo di dis-fare il teatro di Bene è quello dell'impossibilità di una qualunque azione di realizzare appieno uno scopo, se non si smarrisce nell'atto. L'atto è ciò che tenta di negare, di ostacolare, ovvero sgambetta l'azione, restando orfana del suo artefice. Anche in questo caso abbiamo a che fare con significanti e non con significati. Perciò Carmelo Bene scaglia anatemi ed improperi contro il teatro dell'azione o del "moto a luogo", che viene a svolgersi nel tempo Kronos, contro gli "spazzini del proscenio" (così definisce gli attori) del teatro di regia a cui contrappone quello della scrittura di scena (e in seguito quello della macchina attoriale) che accade nel tempo Aion. Sulla dicotomia Kronos/Aion è forte l'influenza di Gilles Deleuze che in Logica del senso (1969) ne sviluppò la teorizzazione a partire dal pensiero degli Stoici.

### L'osceno, il porno, l'eros
Carmelo Bene dice che.
"...osceno vuol dire appunto, fuori dalla scena, cioè visibilmente invisibile di sé"
Mentre cercando di definire la differenza tra eros e porno afferma che.
Inoltre, Carmelo Bene definisce il porno come l'eccesso del desiderio, e più precisamente l'annullamento del soggetto nell'oggetto, quindi senza più la possibilità di un io desiderante. Nel porno c'è incantamento, smarrimento, dissolvimento, assenza; nell'Eros (l'amor facchino), c'è desiderio, e la conseguente ricerca febbrile del suo sempre frustrato e reiterato appagamento. Ancora Bene dà qualche ulteriore definizione dicendo che.
Il teatro di Carmelo Bene è specificamente nel porno e nell'osceno, non vi è possibilità di comprensione, poiché si è compresi, come del resto non ci può essere rappresentazione, poiché essa appartiene al teatro di regia, e non alla scrittura di scena. In questo caso la perdita del senso (non essendoci né rappresentazione né comprensione) è il presupposto fondamentale dell'osceno e dell'assenza. Si è nel porno, da non confondersi con la pornografia nel senso usuale del termine. L'osceno, o meglio l'o-sceno, è l'altrove, non essere dove si è, un superamento spazio-temporale, il non essere in scena; e Bene dice paradossalmente, appunto, di togliere e togliersi di scena, smarrire così anche e soprattutto l'identità, lo scopo per cui si è agiti, il senso e la direzione. Smarrirsi per non più ritrovarsi. C'è tutta questa passiva attività, questo scacco all'arroganza dell'io e del suo teatrino occidentale.

### Sospensione del tragico
Carmelo Bene ne parla in questi termini.
Il teatro della rappresentazione cerca di rendere la tragedia attendibile, credibile, con mezzi modi e maniere; mentre per Bene si tratta di minarne il suo senso dalle fondamenta. Sono fondamentali perciò tutta una serie di handicap appositamente creati sulla scena che consentono di trasgredire quanto prescritto e consolidato dalla tradizione. Ecco allora, per esempio, Riccardo III deformarsi con protesi, che scivola malamente, imprevedibilmente; Amleto che rifugge completamente (sebbene ne sia invischiato fino al collo) dal suo ruolo tragico con diversi e astuti sotterfugi. Anche sul piano dei monologhi e dialoghi monologati c'è questo sgambettarsi, questo cortocircuitarsi del linguaggio, tale da rendere inattendibile l'evento. La tragedia viene ecceduta dal comico, o diversamente detto: esiste una continuità tra il tragico e il comico e non un'effettiva apparente dissonanza; più che due facce della stessa medaglia, si tratta di una gradazione di infiniti doppi. Non c'è un margine che possa arginare il comico dal tragico o viceversa: si è in balia della trasgressione. Perciò, nel teatro di Carmelo Bene, il soggetto soltanto può essere assoggettato a questa variabilità, perturbabilità fondante e non l'Io che è rappresentativo, svolgendo un ruolo istituzionale e di controllo, anche quando sembra voglia trasgredire.

### Il comico
Carmelo Bene descrive il comico, o meglio, il così da lui definito ipercomico, come "quanto di più asociale e libertino si possa concepire, se mai fosse concepibile", affermando che...
Perciò Bene considera gli attori come Benigni, Dario Fo, Charlie Chaplin, lo stesso Totò e persino il tanto da lui apprezzato Peppino De Filippo, ben lontani dalla gelida lama e dal freddo cadaverico del comico, poiché essi sono, chi in un modo chi in un altro, invischiati nella socialità, nell'intrattenimento, nell'attendibilità. Sono dei buffi, delle macchiette, contrariamente a quanto avviene per esempio nella sprezzante ironia di un Ettore Petrolini. Il comico, secondo Bene, permane nel porno ed è in definitiva nient'altro che la spalla o stampella del tragico.

### Il femminile e l'avvento della donna a teatro
In età elisabettiana i ruoli femminili venivano recitati da maschi, e Carmelo Bene depreca l'abbandono di questa consuetudine, a favore dell'avvento, fatale, della donna sulla scena; e qui ora uomini e donne sono relegati ai loro ruoli specifici, smarrendo entrambi il femminile. Non si è più nel porno; resta il rapporto duale maschio-femmina, la caratterizzazione del loro genere e sessualità. Non c'è più il gioco, la trasgressione. E così si fa sul serio o si scherza, ma non si gioca più (in inglese recitare si dice to play e in francese jouer). Carmelo Bene inoltre considera la donna poco o nulla femminile, e si vede così costretto ad accollarsi il femminile che alla donna manca.
Spesso Carmelo Bene è stato accusato dalle femministe di maltrattare le donne a teatro, alle quali ribatte fornendo l'esempio dell'Otello che è il suo più grande omaggio fatto alla donna, in quanto assente.

### Il degenere
Il degenere ("destabilizzazione di ogni genere") nel teatro beniano sta a significare, oltre all'impossibilità di un'identificazione precisa ed univoca del genere teatrale (farsa, commedia, tragedia, ecc.), anche la mancata o impossibile identificazione dell'attore o dell'artefice intercalato nei ruoli che gli dovrebbero competere, e ciò implica una completa revisione e trasgressione del testo a monte, attuate nella scrittura di scena. In senso lato, il degenere è tutto ciò che contraddice e non rispetta i luoghi comuni del teatro convenzionale, e in questo caso le acquisizioni accademiche essenziali del bagaglio di formazione attoriale, possono servire, se minate e disattese, alla macchina attoriale, per crearsi handicap irrinunciabili.

### Oltre i modi
Gilles Deleuze definisce Carmelo Bene come colui che ha vinto la sfida del modale, e quindi il suo teatro viene di conseguenza ad essere considerato, e ormai accettato dagli studiosi più seri e preparati, non un modo di fare teatro, ma un superamento dei modi. I suoi presupposti si possono rintracciare nel suo decennale lavoro ossessivo-maniacale di attivo destrutturatore dei linguaggio teatrale, cinematografico, prosodico, ecc. È lo stesso Bene a fornire questo bilancio:
- squartamento del linguaggio e del senso nella discrittura scenica…
- disarticolazione del discorso succube del significante
- togliere di scena (contro la confezione cultuale della “messa in…”)
- demolizione della finzione scenica…
- sartoria e scenotecnica-linguaggio
- rinnovamento radicale del poema sinfonico (s)drammatizzato
- la lettura attoriale come non ricordo del morto orale pre-scritto.
- superamento d'Artaud e della “lingua degli angeli” mistico-espressionista (Blumner)
- la sospensione del tragico
- il cinema come immagine acustica…
- neotecnica televisiva, discografica e radiofonia/determinante premessa alla strumentazione fonica amplificata
- campionatura dei suoni e ri-conversione della voce
- l'amplificazione a teatro (finalmente)
- la macchina attoriale (tritalinguaggio-rappresentazione-soggetto-oggetto-Storia)[34]

### Il depensamento e il problema del linguaggio
Il depensamento è, semplificando, l'opposto del pensare, non riconoscer-si (simile al neti neti dello yoga) né a questo né a quello. Il depensamento può essere considerato come forma di meditazione oppure come un lavorio interno, che conduce ad una non scelta tra gli infiniti doppi. Questo prodursi può paragonarsi al flusso di coscienza (stream of consciousness). Il depensamento comunque non appartiene categoricamente a un metodo colto e aristocratico di sperimentazione e conoscenza, ma fa parte anche e soprattutto della tipica indolenza del Sud, della classe per così dire ignorante, dei santi come San Giuseppe da Copertino, verso il quale Carmelo Bene nutre un'empatia e una profonda attrazione.
Qui subentra ovviamente anche il discorso dell'interferenza del potere del linguaggio e del linguaggio del potere costituito a cui si è assoggettati. Così come non si è nati per propria volontà, similmente si è succubi del linguaggio che dispone di noi, e di cui non ne disponiamo attivamente; infatti Carmelo Bene dice, facendo proprio quanto già ribadito da Lacan: "quando crediamo di essere noi a dire, siamo detti". Contrariamente alla grammatica della lingua, nel linguaggio il soggetto è colui che subisce, che è assoggettato.
Il linguaggio così istituito e sedimentato, come un coacervo tirannico di luoghi comuni, è visto come una costante ed implicita minaccia che va debellata a tutti i costi. Per tutta la sua vita, il lavorio di Carmelo Bene è stato quello di dedicarsi a una pratica certosina di destrutturazione del linguaggio, alla ricerca dei suoi buchi neri, scardinando così la sua istituzionalizzazione e normalizzazione. Per quanto riguarda il lato artistico, lo scopo di tutto ciò è dare adito alla possibilità della realizzazione del Grande Teatro, o, in altri termini, del teatro senza spettacolo. Ciò rende chiara l'idea di come il depensamento e il lavorio intentato per la destrutturazione del linguaggio vadano di pari passo. Carmelo Bene non s'illude e, come per il linguaggio costituito a priori, al di là della volontà del soggetto, si rende perfettamente conto che non si può evitare l'arroganza del potere del teatro, istituzionalizzato, il cui referente è sempre il teatro del potere, quello da lui definito di Stato, della rappresentazione. Nella memorabile trasmissione del MCS del 1994 Bene con veemenza proferisce parole significative riguardo al linguaggio e al suo potere che va ben al di là del soggetto e della volontà.

### Il senso; significante e significato
Anche le parti dialogate nel teatro di Carmelo Bene si svolgono in forma di monologo, con la conseguente perdita del senso del dialogo o del discorso. Si perde altresì il senso della direzione. Spesso notiamo nelle performance di C.B., per esempio, che un urlo lanciato con veemenza invece di spaventare si autospaventa, come se trovasse di fronte un muro di gomma che lo restituisse al mittente; uno dei tanti altri esempi può essere quando Riccardo III si sputa allo specchio dove si sta mirando, pensando o facendo credere di essere sputato. C'è in più questa perdita del senso di identità, senso di causa ed effetto, di agente e agito, fino a sfociare alla perdita dell'identità del ruolo, come in Amleto che non gradisce proprio la sua parte così come scritta nel copione. In una scena del Macbeth, C.B. lancia un urlo e poi dice quasi rassicurato: "No, chi di voi ha fatto questo?.. Posso dire sono stato io?..." Nel teatro di C.B. è del tutto inutile e poco proficuo cercare il senso, la direzione, il significato o ancor peggio il messaggio, poiché si è sempre in balia dei significanti.

### Essere e non-essere
Bene avverte nella coscienza dell'essere e dell'esserci una forma di strabismo che ci identifica in ciò che in effetti non siamo e non possiamo mai essere. Essere cosa? se tutto è in divenire? Carmelo Bene ripropone i tre assiomi di Gorgia:
- Nulla esiste
- E ammesso che qualcosa esista, non potremo mai conoscerlo
- E pur ammettendo che fossimo in grado di conoscerlo, non avremmo alcuna possibilità di poterlo comunicare.
In questi tre paradossi gorgiani è facile rintracciare i concetti di assenza, irrappresentabile, incomunicabilità, che caratterizzano il teatro e la pragmatica filosofia di C.B.
Il motto di Bene a tale proposito potrebbe essere, parafrasando la massima cartesiana, "non esisto: dunque sono". Oltre che sui giornali, riviste e opere letterarie, non è affatto raro che anche nelle sue apparizioni televisive l'artista salentino affronti il problema dell'essere, dell'esserci e del non-essere, trovando addirittura offensivo (più che fastidioso) questo rivolgersi a lui in modo ontologico.

### La coscienza, la cultura
La "coscienza" [non la coscienza in sé o il noumeno kantiano], o "conoscenza", è ciò che si è sedimentato culturalmente e socialmente, che Bene aggredisce senza ripensamenti, specialmente se la "coscienza"' stessa diventa o si identifica nel civile. I suoi strali sono lanciati con rabbia anche contro la cultura (che per definizione è di Stato), il museo o il mausoleo, l'imbellettamento dei classici, le commemorazioni, la famiglia, ecc. L'elenco completo del resto sarebbe troppo esteso. Bene nella sua lettura derridiana, fa derivare etimologicamente "cultura" (nemica giurata dell'abbandono e della "divina stupidità") da colo, colonizzare.

### L'immagine
Il rapporto che Carmelo Bene ha con l'immagine non è espressamente di iconoclastia, sebbene a volte possa sembrare il contrario. Anzi, Bene afferma che l'immagine è volgare.
Questa destrutturazione, più che distruzione, dell'immagine gli serve per portare l'ascolto su un diverso piano, talché anche l'immagine diventi funzionale e, comunque, sempre subordinata alla phoné, accentuandone o caratterizzandone l'espressione, valorizzandola allo stesso modo della gestualità di un direttore d'orchestra. Carmelo Bene "crede molto nei volti", e nelle posture, più o meno cangianti, tanto che lo sfondo delle sue messe in scena è sovente, e quasi del tutto, monocolore, preferibilmente nero o a volte bianco. Lo spazio scenico, o dell'inquadratura, specialmente per quanto riguarda i volti in primo o primissimo piano e le figure, spesso è illuminato con un forte chiaroscuro.

## La "parentesi cinematografica"

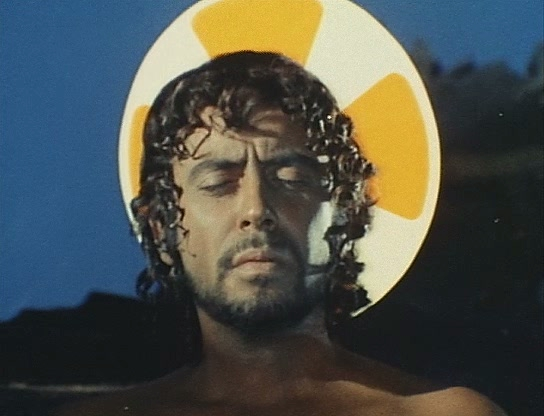
Carmelo Bene in Salomè

La prima apparizione sul set cinematografico di Carmelo Bene come attore è nell'Edipo re di Pier Paolo Pasolini risalente al 1967. La parentesi cosiddetta cinematografica va dal '67 al '72 e sarà quella che gli darà notorietà e risonanza internazionale, e in Italia non senza scandali e attacchi feroci, non solo dalla critica dei detrattori ma anche dagli spettatori comuni, che causarono devastazioni selvagge e incendi nelle sale in cui avvenivano le proiezioni. Hermitage è il suo primo cortometraggio. Viene creata così la produzione C.B. che alla fine del quinquennio cinematografico subirà un rovinoso tracollo finanziario.
Il successo inizia con Nostra Signora dei Turchi, presentato alla Mostra Internazionale del Cinema di Venezia, dove vinse il premio speciale della giuria, in concorso con i film presentati di Nelo Risi, Liliana Cavani e Bernardo Bertolucci. Seguiranno poi altri lungometraggi: Capricci (1969), rielaborazione personale dell'Arden of Feversham di anonimo elisabettiano, Don Giovanni (1971), Salomè (1972) e Un Amleto di meno (1973) con il quale termina l'interesse di Bene per il cinema. Tutte le produzioni della C.B. e della B.B.B. sono realizzate a bassissimo costo.
Le sue preferenze fin dagli esordi per Buster Keaton, e il totale disinteresse, se non disprezzo, per Charlie Chaplin, sono significativi per capire la matrice da cui evolverà il suo personale stile e il suo modo (oltre i modi) di fare cinema. Questo quinquennio gli è servito per demolire il cinema, infatti Nostra Signora dei Turchi viene oltretutto definito dallo stesso Bene una parodia spietata e feroce del cinema. E lo stesso immoderato trattamento è ravvisabile in altre produzioni di questo periodo.

### Considerazioni sul mezzo cinematografico

Carmelo Bene in Nostra Signora dei Turchi

Secondo Carmelo Bene il cinema, ultimo arrivato, è la pattumiera di tutte le arti (tranne i rari casi in cui il film filma se stesso). Apprezza così João César Monteiro, oltre a Buster Keaton e pochi altri, coloro cioè che hanno superato il cinema stesso, "poiché non si può fare cinema col cinema, poesia con la poesia, pittura con la pittura, bisogna sempre fare altro...". Ritroviamo nel cinema, comunque, lo stesso furore iconoclasta e le posizioni estreme che caratterizzano la sua produzione teatrale.
Per Carmelo Bene l'opera d'arte (il capolavoro) deve rappresentare l'arte ecceduta e non un semplice decorativismo o confezione infiocchettata, ovvero l'arte come superamento di se stessa; in altri termini, riprendendo quando già detto da Nietzsche, fuori dell'opera d'arte "si è dei capolavori". Bene era solito affermare che nei cosiddetti film d'azione non si "muove un bel niente", contrariamente a certi capolavori come le tele di Francis Bacon o alcune opere del Bernini (come la Beata Ludovica Albertoni) che possiedono una forma di "energia dinamica sospesa".
Carmelo Bene detesta gli effetti speciali; per esempio, trova il rallentatore e lo zoom oltremodo volgari. Se un torero d'arte, come tenta di definirsi lui stesso, "mette in gioco la pelle", "il cinema invece non rischia la pellicola", non si mette in gioco, non sente il bisogno contingente di "essere di qua e di là dalla macchina da presa", di essere nell'immediato. In Nostra Signora dei Turchi proprio la pellicola fu variamente calpestata, bruciacchiata, rovinata in modo metodico. Bene ricordando quell'esperienza dice:

## Opere

### Teatro

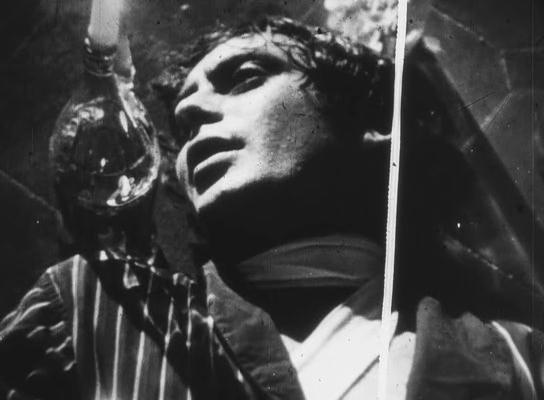
Bene in una rappresentazione di Nostra Signora dei Turchi

Dove non altrimenti specificato, autore, regista e interprete è Carmelo Bene
- 1959, Caligola, di Albert Camus. Versione italiana di Alberto Ruggiero e Carmelo Bene. Regia di Alberto Ruggiero. Con Antonio Salines, Flavia Milanta (La Spezia 1934 - Perugia 2010). Scene e costumi di Titus Vossberg. Roma, Teatro delle Arti
- 1960, Spettacolo-concerto Majakovskij, da Majakovskij, Blok, Esenin e Pasternak. Musiche dal vivo: Sylvano Bussotti. Bologna, Teatro alla Ribalta
- 1961
  - Caligola, di Albert Camus (II edizione). Scene di G. Bignardi. Genova, Teatro Politeama
  - Lo strano caso del dottor Jekyll e del signor Hyde, da Robert Louis Stevenson. Scene di G. Bignardi. Genova, Teatro la Borsa di Arlecchino
  - Tre atti unici di Marcello Barlocco. Genova, Teatro Eleonora Duse
  - Gregorio: cabaret dell'Ottocento. Con R. B. Scerrino, N. Casale, M. Nevastri, P. Falaja. Scene di S. Vendittelli. Roma, Teatro Ridotto dell'Eliseo
  - Pinocchio, da Carlo Collodi. Con R. B. Scerrino, G. Lavaggetto. Roma, Teatro Laboratorio
  - Amleto, da William Shakespeare. Con R. B. Scerrino, C. Sonni, L. Mezzanotte. Roma, Teatro Laboratorio
- 1962
  - Spettacolo-concerto Majakovskij (II edizione). Musiche dal vivo di A. Rosselli. Roma, Teatro Laboratorio
  - Spettacolo-concerto Majakovskij (III edizione). Musiche dal vivo di G. Lenti. Roma, Teatro Laboratorio
- 1963
  - Addio porco (II edizione di Gregorio: Cabaret dell'Ottocento). Con R. B. Scerrino, L. Mezzanotte. Roma, Teatro Laboratorio
  - Cristo '63. Con A. Greco. Roma, Teatro Laboratorio
  - Edoardo II, da Christopher Marlowe. Con L. Mezzanotte, M. Francis, H. Cameron, G. Ricci. Scene e costumi di Carmelo Bene. Roma, Teatro Arlecchino
  - I polacchi (Ubu Roi), di Alfred Jarry. Con L. Mezzanotte, E. Torricella, A. Vincenti. Costumi di Carmelo Bene. Roma, Teatro dei Satiri
- 1964
  - Salomè, di Oscar Wilde. Con R. B. Scerrino, A. Vincenti, F. Citti. Costumi di Carmelo Bene. Scene di S. Vendittelli. Roma, Teatro delle Muse
  - La storia di Sawney Bean, di Roberto Lerici. Con L. Mancinelli, L. Mezzanotte. Scene e costumi di Carmelo Bene. Roma, Teatro delle Arti
  - Manon, dal romanzo dell'Abbé Prévost. Con A. Vincenti, R. B. Sciarrino, L. Mancinelli. Scene e costumi di Carmelo Bene. Roma, Teatro Arlecchino
- 1966
  - Faust o Margherita, di Carmelo Bene e Franco Cuomo. Con L. Mancinelli, M. Tempesta, P. Vida, A. Angelucci, M. Kustermann, V. Nardone, R. Vadacea. Costumi di Carmelo Bene. Scene di S. Vendittelli. Roma, Teatro dei Satiri
  - Pinocchio, da Carlo Collodi (II edizione). Con L.Mancinelli, L.Mezzanotte, E.Florio, P.Vida. Roma, Teatro Centrale
  - Il Rosa e il Nero, da "Il monaco" di Matthew Gregory Lewis. Con M. Monti, L. Mancinelli, S. Spadaccino, O. Ferrari, M. Spaccialbelli. Costumi di Carmelo Bene. Scene di S. Vendittelli. Musiche di Sylvano Bussotti e V. Gelmetti. Roma, Teatro delle Muse
  - Nostra Signora dei Turchi (I edizione). Con L. Mancinelli, M. Puratich. Roma, Teatro Beat '72
- 1967
  - Salomè, di Oscar Wilde (II edizione). Con L.Mancinelli, R.B.Scerrino, M. Nevastri, S.Siniscalchi, P.Prete. Roma, Teatro Beat 72--81.208.107.249 (msg) 17:48, 13 giu 2012 (CEST)
  - Amleto o le conseguenze della pietà filiale, da Shakespeare a Laforgue (II edizione). Con A. Bocchetta, P. Napolitano, P. Prete, A. Moroni, L. Mezzanotte, M.Francis, E. Florio, C. Tatò, L. Mancinelli, M. Puratich, M. Nevastri. Roma, Teatro Beat 72
  - Salvatore Giuliano, vita di una rosa rossa di Antonio Massari. Con L. Mezzanotte, L. Mancinelli, C. Tatò. Roma, Teatro Beat 72
- 1968
  - Arden of Feversham, di anonimo elisabettiano. Rielaborazione di Carmelo Bene e Salvatore Siniscalchi. Con G. Davoli, M. Nevastri, L. Mancinelli, F. Gulà, N. Davoli, A. Vincenti. Roma, Teatro Carmelo Bene.
  - Spettacolo-concerto Majakovskij (IV edizione). Musiche dal vivo di V. Gelmetti. Roma, Teatro Carmelo Bene
  - Don Chisciotte, di Cervantes. A cura di Carmelo Bene e Leo de Berardinis. Con L. Mancinelli, L. de Berardinis, P. Peragallo, C. Colosimo, G. d'Arpe, C. Orsi. Roma, Teatro delle Arti
- 1973, Nostra Signora dei Turchi (II edizione). Con I. Marani, I. Russo, A. Vincenti, B. Baratti, F. Lombardo, G. Scala. Scene G. Marotta. Roma, Teatro delle Arti
- 1974
  - La cena delle beffe, da Sem Benelli. Con G. Proietti, L. Mancinelli, M. Fedele, A. Haber, F. Leo, A. B. Dakar, R. Lattanzio, C. Colombo, R. Caporali, S. Ranieri, I. Russo, C. Cassola, S. Nelli. Compagnia del Teatro Stabile dell'Aquila. Scene e costumi di Carmelo Bene. Musiche di V. Gelmetti. Firenze, Teatro La Pergola
  - Amleto, da William Shakespeare e Jules Laforgue (III edizione). Con A. Vincenti, L. Mezzanotte, L. Mancinelli, F. Leo, P. Baroni, B. Buccellato, M. N. de Cristofano, M. Fedele, M. A. Nobencourt, M. L. Serena, M. Tagliaferri, V. Venturini. Scene e costumi di Carmelo Bene. Prato, Teatro Metastasio
  - S.A.D.E. ovvero libertinaggio e decadenza del complesso bandistico della Gendarmeria salentina. Con C. Cinieri, L. Mancinelli, L. Conte, F. De Rosa, M. Fedele, S. Nelli, G. Castronuovo, F. Cosolito, W. Francesconi, V. Iadicicco, I. Russo, G. Tiegli, A. Vincenti, V. Waiman. Musiche di Sante Maria Romitelli. Scene e costumi di G. Bignardi. Direttore d'orchestra: Luigi Zito. Milano, Teatro Manzoni
- 1976
  - Faust-Marlowe-Burlesque, di Aldo Trionfo e Lorenzo Salveti. Regia di Aldo Trionfo. Con Franco Branciaroli. Scene di Emanuele Luzzati. Costumi di G. Panni. Prato, Teatro Metastasio
  - Romeo e Giulietta, storia di William Shakespeare. Collaboratori al testo e alla traduzione italiana: Roberto Lerici e Franco Cuomo. Con L. Mezzanotte, L. Mancinelli, E. Florio, F. Branciaroli, P. Baroni, M. Brancaccio, A. Vincenti, M. Bronchi, L. Bosisio, R. Lerici, B. Lerici, L. D'Angelo. Musiche originali di Luigi Zito. Scene e costumi di Carmelo Bene. Maestro d'armi: E. Musumeci Greco. Prato, Teatro Metastasio
- 1977
  - S.A.D.E. ovvero libertinaggio e decadenza del complesso bandistico della Gendarmeria salentina (II edizione). In lingua francese. Parigi, Opèra-Comique, Festival d'Automne
  - Riccardo III, da Shakespeare. Con L. Mancinelli, M. G. Grassini, D. Silverio, S. Javicoli, L. Morante, M. Boccucci. Musiche originali di Luigi Zito. Scene e costumi di Carmelo Bene. Cesena, Teatro Bonci
- 1979
  - Otello, o la deficienza della donna, da Shakespeare. Con C. Cinieri, L. Bosisio, J.P. Boucher, C. Dell'Aguzzo, L. Dotti, S. Javicoli, M. Martini. Musiche di Luigi Zito. Scene e costumi di Carmelo Bene. Roma, Teatro Quirino
  - Manfred, poema drammatico di George Gordon Byron. Traduzione di Carmelo Bene. Con L. Mancinelli. Musiche di R. Schumann. Direttore d'orchestra: Piero Bellugi. Orchestra e coro dell'Accademia di S. Cecilia. Roma, Auditorium di Santa Cecilia / Milano, Teatro alla Scala
- 1980
  - Spettacolo-concerto Majakovskij (V edizione). Musiche di G. Giani Luporini. Percussioni dal vivo: A. Striano. Perugia, Teatro Morlacchi, XXXV Sagra Musicale Umbra
  - Hyperion, suite dall'opera per flauto e oboe di Bruno Maderna, con testo di Friedrich Hölderlin. Traduzione di Carmelo Bene.Direttore d'orchestra: Marcello Panni. Orchestra e coro dell'Accademia di S. Cecilia. Solisti: A. Persichilli (flauto), A. Loppi (oboe). Roma, Auditorium di Santa Cecilia
- 1981
  - Lectura Dantis per voce solista. Musiche di Salvatore Sciarrino. Solista: D. Bellugi (flauto). Bologna, Torre degli Asinelli
  - Lectura Dantis e Eduardo recita Eduardo, recital di Carmelo Bene e Eduardo De Filippo. Roma, Palaeur
  - Pinocchio, storia di un burattino, da Carlo Collodi (III edizione). Con L. Mancinelli, fratelli Mascherra. Musiche di G. Giani Luporini. Scene e costumi di Carmelo Bene. Maschere di Gianni Gianese. Strumentazione fonica: R. Maenza. Pisa, Teatro Verdi
- 1982, Canti Orfici, poesia e musica per Dino Campana. Chitarra solista: Flavio Cucchi. Milano, Palazzo dello Sport
- 1983
  - Macbeth, due tempi, da W. Shakespeare. Con S. Javicoli. Musiche di Giuseppe Verdi. Orchestrazione e direzione: F. Zito. Scene e costumi di Carmelo Bene. Strumentazione fonica: R. Maenza. Milano, Teatro Lirico
  - Egmont, un ritratto di Goethe. Elaborazione per concerto e voce solista. Con B. Lerici. Musiche di Beethoven. Direttore d'orchestra: Marc Albrecht. Orchestra e coro dell'Accademia di Santa Cecilia. Roma, Accademia di Santa Cecilia
  - ... Mi presero gli occhi..., da Friedrich Hölderlin e Giacomo Leopardi. Musiche di G. Giani Luporini. Torino, Teatro Colosseo
- 1984, L'Adelchi di Alessandro Manzoni in forma di concerto, uno studio di Carmelo Bene e Giuseppe Di Leva. Nel bicentenario della nascita di Alessandro Manzoni. Con A. Perino. Musiche di G. Giani Luporini. Direttore d'orchestra: E. Collina. Orchestra e coro della RAI di Milano. Percussioni dal vivo: A. Striano. Milano, Teatro Lirico
- 1985, Otello, da William Shakespeare (II edizione). Con C. Borgognoni, V. De Margheriti, B. Fazzini, Isaac George, F. Mascherra, A. Perino, M. Polla De Luca. Musiche: Luigi Zito. Scene e costumi di Carmelo Bene. Pisa, Teatro Verdi
- 1986, Lorenzaccio, al di là di Alfred De Musset e Benedetto Varchi. Con I. George, M. Contini. Firenze, Ridotto del Teatro Comunale
- 1987
  - Canti, di Giacomo Leopardi. Recanati, Piazza Leopardi
  - Hommelette for Hamlet, operetta inqualificabile da Jules Laforgue (IV edizione). Con U. Trama, M. Polla De Luca, A, Brugnini, S. De Santis, O, Cattaneo, W. Esposito, F. Felici, L. Fiaschi, D. Riboli, A. Zuccolo. Musiche adattate e dirette da Luigi Zito. Scene e costumi di G. Marotta. Sculture: G. Gianese. Bari, Teatro Piccinni
- 1989
  - La cena delle beffe, da Sem Benelli (II edizione). Con D. Zed, R. Baracchi, A. Brugnini, S. De Santis, D. Riboli. Voce di Ginevra S. Javicoli. Musiche di L. Ferrero. Scene e costumi di Carmelo Bene. Milano, Teatro Carcano
  - Pentesilea la macchina attoriale - Attorialità della macchina, momento n° 1 del progetto-ricerca achilleide. Da Stazio, Kleist, Omero. Con A. Perino. Elaborazioni musicali elettroniche di Carmelo Bene. Milano, Castello Sforzesco
- 1990, Pentesilea la macchina attoriale - Attorialità della macchina, momento n° 2 del progetto-ricerca achilleide. Da Stazio, Kleist, Omero. Roma, Teatro Olimpico
- 1994
  - Hamlet suite, spettacolo concerto da Jules Laforgue (V edizione). Con M. Chiarabelli, P. Boschi. Arrangiamenti musicali: Carmelo Bene. Scene: Carmelo Bene. Costumi: L. Viglietti. Luci: D. Ronchieri. Verona, Teatro Romano, XXXVI Festival Shakesperiano
  - Canti Orfici, poesia della voce e voce della poesia, di Dino Campana. Ostia Antica, Teatro Romano
- 1996, Macbeth - horror suite, da Shakespeare (II edizione). Nel centenario della nascita di Antonin Artaud. Con S. Pasello. Musiche di Giuseppe Verdi. Arrangiamenti musicali: Carmelo Bene. Scene: T. Fario. Costumi: L. Viglietti.Luci: D. Ronchieri. Roma, Festival d'Autunno, Teatro Argentina
- 1997
  - Adelchi di Alessandro Manzoni, spettacolo in forma di concerto (II edizione). In memoria di Antonio Striano. Con E. Pozzi. Musiche di G. Giani Luporini. Luci: D. Ronchieri. Costumi: L. Viglietti. Roma, Teatro Quirino
  - Voce dei Canti da Giacomo Leopardi, spettacolo in forma di concerto. Musiche di G. Giani Luporini. Pianoforte: Sonia Bergamasco. Luci: D. Ronchieri. Roma, Teatro Olimpico
- 1998, Pinocchio, ovvero lo spettacolo della Provvidenza, da Carlo Collodi (IV edizione). Con Sonia Bergamasco. Voci in play-back di Carmelo Bene, Sonia Bergamasco, Lydia Mancinelli. Musiche: G. Giani Luporini. Scene e maschere: T. Fario. Luci: D. Ronchieri. Costumi: L. Viglietti. Roma, Teatro dell'Angelo
- 1999, Gabriele D'Annunzio – concerto d'autore, poesia da “La figlia di Iorio”. Musiche di G. Giani Luporini. Scene: T. Fario. Luci: D. Ronchieri. Costumi: L. Viglietti. Roma, Teatro dell'Angelo
- 2000In-vulnerabilità d'Achille, impossibile suite tra Ilio e Sciro, spettacolo-sconcerto in un momento. Da Stazio, Kleist, Omero. Arrangiamenti musicali: Carmelo Bene. Scene: T. Fario. Costumi: L. Viglietti. Roma, Teatro Argentina
- 2001, Lectura Dantis. Contrabbasso: F. Grillo. Otranto, Fossato del Castello

### Scritti

#### Libri di Carmelo Bene
- Pinocchio Manon e proposte per il teatro, Milano, Lerici, 1964.
- Nostra Signora dei Turchi, Milano, Sugar, 1966 (riedizione, con introduzione di Ugo Volli: Milano, SugarCo, 1978).
- Credito Italiano V.E.R.D.I., Milano, Sugar, 1967.
- L'orecchio mancante, Milano, Feltrinelli, 1970.
- A boccaperta (contiene: Giuseppe Desa da Copertino, A boccaperta; S.A.D.E. ovvero libertinaggio e decadenza del complesso bandistico della gendarmeria salentina. Spettacolo in due aberrazioni; Ritratto di signora del cavalier Masoch per intercessione della beata Maria Goretti. Spettacolo in due incubi), Torino, Einaudi, 1976.
- Il rosa e il nero, in F. Quadri, L'avanguardia teatrale in Italia, Einaudi, Torino, 1977.
- Dramaturgie (contiene la traduzione in lingua francese di S.A.D.E. curata da J. P. Manganaro e D. Dubroca, e scritti di J. Guinot e F. Quadri), Garnier, Sarcelles, 1977.
- Sovrapposizioni (Con Gilles Deleuze; contiene Riccardo III di Carmelo Bene e Un manifesto di meno di G. Deleuze), Feltrinelli, Milano 1978 (ristampa ampliata: Quodlibet, Macerata, 2002).
- Pinocchio, Giusti, Firenze, 1978.
- Manfred, Giusti, Firenze 1980.
- Pinocchio (con G. Dotto, Pinocchio o lo spettacolo della Provvidenza, distrazione a due voci tra scena e quinta), La casa Usher, Firenze, 1981.
- Otello, o la deficienza della donna (Contiene saggi critici di G. Deleuze, M. Grande, P. Klossowski, J-P. Manganaro, G. Dotto), Feltrinelli, Milano, 1981.
- La voce di Narciso (Contiene interventi di S. Colomba, M. Grande, A. Signorini), Il Saggiatore, Milano 1982.
- Sono apparso alla Madonna. Vie d'(h)eros(es), Longanesi, Milano 1983.
- L'Adelchi o della volgarità del politico (Con G. Di Leva), Longanesi, Milano, 1984.
- Lorenzaccio (Contiene lo studio di M. Grande, La grandiosità del vano), Nostra Signora Editrice, Roma 1986.
- La ricerca teatrale nella rappresentazione di Stato (o dello spettacolo fantasma prima e dopo C.B.), in AA. VV., La ricerca impossibile. Biennale Teatro '89 (Contiene saggi di U. Artioli, C. Dumoulié, E. Ladini, M. Grande, J-P. Manganaro, A. Scala), Marsilio, Venezia 1990.
- Il teatro senza spettacolo (Contiene saggi di U. Artioli, C. Dumoulié, E. Ladini, M. Grande, P. Klossowski, J-P. Manganaro, A. Scala), Marsilio, Venezia 1990.
- A boccaperta (Ristampa del solo testo A boccaperta), Linea d'ombra, Milano 1993.
- Vulnerabile invulnerabilità e necrofilia in Achille. Poesia orale su scritto incidentato. Versioni da Stazio Omero Kleist, Nostra Signora Editrice, Roma, 1993.
- Lorenzaccio e Il teatro di Bene e la pittura di Bacon (Edizione fuori commercio per gli abbonati di Linea d'ombra, allegato al n. 78 del gennaio 1993), Milano - Roma, Linea d'ombra - Nostra signora, 1993
- Opere,con l'Autografia d'un ritratto, Bompiani, Milano 1995. (contiene l'opera omnia di Bene, selezionata e revisionata dall'autore, più un'antologia critica).
- Nulla patria in profeta, in AA. VV., L'immemoriale (Con scritti di G. Deleuze, G. Fofi, P. Giacchè, N. Savarese, F. Taviani, Argo, Lecco), 1995.
- Discorso su due piedi (il calcio) (Con E. Ghezzi), Bompiani, Milano 1998.
- Vita di Carmelo Bene (Con G. Dotto), Bompiani, Milano 1998.
- .'l mal de' fiori poema, Bompiani, Milano 2000.
- Sovrapposizioni (Con G. Deleuze) (Ristampa con aggiunta di materiale fotografico inedito), Quodlibet, Macerata 2002.
- Un dio assente (monologo a due voci sul teatro) (Con U. Artioli), Edizioni Medusa, Milano, 2006.

#### Articoli e interventi di Carmelo Bene su riviste, giornali e altro
- Con Pinocchio sullo schermo (e fuori), Milano, Sipario N°244-245, 1966
- Arden of Feversham; C.B. e S. Siniscalchi; Sipario N°259, Milano, 1967.
- A proposito di Kenneth Tynan, Teatro, n3-4, Milano, 1968.
- Comunicativa e corruzione, Teatro, n. 1 (seconda serie), pp. 64–67, Milano, 1969.
- Salomè, cartella informativa a cura dell'Ufficio Stampa dell'Italnoleggio Cinematografica, Roma, 1972.
- S.A.D.E. (Extrait), Travail Theatral, n. 27, Lausanne, 1977.
- Fragments pour un auto-portrait, «Les Nouvelles Littéraires», Paris, 22 settembre 1977.
- La Salomè di Oscar Wilde, Edizioni della Rai per il XXIX Premio Italia, Roma, settembre 1977.
- Non fate il mio nome invano, «Paese Sera», Roma, 28 maggio 1978.
- Discorso sull'attore – L'avvento della donna; «Paese Sera», Roma, 7 luglio 1978.
- Discorso sull'attore, «Paese Sera», Roma, 10 luglio 1978.
- Piccola storia dell'attore – Tra cerimonia e verità, «Paese Sera» 20 luglio 1978
- Caro critico ma tu credi il mio teatro educativo?, «La Stampa», Torino, 16 febbraio 1979.
- Niente scuole (a cura di S. Colomba), «Sipario degli attori», anno XXXV, n.405, pp. 54–55, II trimestre 1980,
- Macbeth. Libretto e versione da Shakespeare di Carmelo Bene, in «Macbeth» (Programma di sala), 1983.
- Brutti matti, «Dove sta Zazà, Rivista di cultura meridionale», nn.3-4, Pironti ed., Napoli, 1994.
- Carmelo Bene, frammenti dal «Maurizio Costanzo Show» del 27 giugno 1994, selezionati e rielaborati da Sergio Fava, «Panta» – Conversazioni, n. 15, pp. 57–63, 1997.
- Lezioni sull'arte, «Lo Straniero», anno VI, n.22, aprile 2002.

#### Volumi su Carmelo Bene
- Alberto Arbasino, Grazie per le magnifiche rose, Feltrinelli, Milano, 1965.
- Giuseppe Bartolucci, Carmelo Bene o della sovversione, in: La scrittura scenica, Lerici, Roma, 1968.
- M. Moretti, Carmelo Bene Story, «Le théâtre», 1970, I, Bourgois ed., Paris, 1970.
- Goffredo Fofi, Il cinema italiano: servi e padroni, Feltrinelli, Milano, 1972.
- Franco Quadri, L'avanguardia teatrale in Italia (materiali 1960-1976), Einaudi, Torino, 1977.
- F. Quadri, Il teatro di Carmelo Bene, in: Il teatro degli anni sessanta. Tradizione e ricerca, pp. 309–327, Einaudi, Torino, 1982.
- Oreste Del Buono, Il comune spettatore, Garzanti, Milano, 1979.
- Dante Cappelletti, La sperimentazione teatrale in Italia tra norma e devianza, Eri ed., Roma, 1981.
- Gianfranco Dotto, Il principe dell'assenza (Carmelo Bene), Giusti, Firenze, 1981.
- Roberto Tessari, Pinocchio «summa atheologica» di Carmelo Bene, Liberoscambio, Firenze, 1982.
- Ennio Flaiano, Lo spettatore addormentato, Rizzoli, Milano, 1983.
- Gilles Deleuze, Cinema 2. L'immagine-tempo, Ubulibri, Milano, 1985.
- L. Caffo, Flatus Vocis. Breve invito all'agire animale, Novalogos, Aprilia, 2012.
- Maurizio Grande, L'uso della strumentazione elettronica nell'ultimo Bene, in: R. Tomassino (a cura di), Il suono del teatro, Acquario ed., Palermo, 1982.
- Maurizio Grande, La riscossa di lucifero, Bulzoni, Roma, 1985.
- M. Grande, La lettera mancata (uno studio su La cena delle beffe di Carmelo Bene), Marchesi ed., Roma, 1988.
- M. Grande (a cura di), Carmelo bene il circuito barocco, Studi monografici di Bianco e Nero (estratto da Bianco e Nero, fascicolo 11/12), Roma, 1973.
- G. Bartalotta, Amleto in Italia nel Novecento, Adriatica ed., Bari, 1986.
- G. Bartalotta, Carmelo Bene e Shakespeare, Bulzoni, Roma, 2000.
- Sergio Colomba, Assolutamente moderni (figure, temi e incontri nello spettacolo del Novecento), introduzione di Claudio Meldolesi, Nuova Alfa ed., Bologna, 1994.
- A. Attisani, Scena Occidentale, Cafoscarina, Venezia, 1995.
- AA. VV., Per C. B. (con scritti di A. Aprà, A. Attisani, R. Castellucci, C. Cecchi, V. Dini, G. Fofi, P. Giacché, G. Giani Luporini, M. Grande, S. Lombardi, J.-P. Manganaro, N. Savarese, E. Tadini, G. Turchetta), Linea d'ombra ed., Milano, 1995.
- E. Baiardo – R. Trovato, Un classico del rifacimento. L'Amleto di Carmelo Bene, Erga ed., Genova, 1996.
- Enrico Ghezzi, Cose (mai) dette, Bompiani, 1996.
- E. Villa, Letania per Carmelo Bene (a cura di A. Tagliaferri), Vanni Scheiwiller ed., Milano, 1996.
- E. Baiardo – F. De lucis, La moralità dei sette veli. La Salomè di Carmelo Bene, Erga ed., Genova, 1997.
- Cosetta G. Saba, Carmelo Bene, Milano, Il Castoro, 1999.
- J.-P. Manganaro, Homo illudens – prefazione a: C. Bene, Notre-Dame-des-Turcs suivi de Autographie d'un portrait, traduzione di J.-P. Manganaro, P.O.L., Paris, 2003.
- J.-P. Manganaro, Portrait sans corps – prefazione a: C. Bene, Théâtre. Oeuvres completes II suivi de Autographie d'un portrait, traduzione di J.-P. Manganaro, P.O.L., Paris, 2004.
- T. Conte, Amato Bene, Einaudi, Torino, 2002.
- G. Costa (a cura di), A CB. A Carmelo Bene, Editoria & Spettacolo, Roma, 2003.
- G. Di Leva, (a cura di), Carmelo Bene a Milano, Edizioni del Teatro alla Scala, Milano, 2003.
- A. Attisani - M. Dotti (a cura di), Bene crudele, Stampa Alternativa, Viterbo, 2004.
- L. Maiorano – P. De Florio, Carmelo Bene & Giuseppe Desa da Copertino. Visioni e contemplazioni, Lupo ed., Copertino, 2004.
- A. Petrini, Amleto da Shakespeare a Laforgue per Carmelo Bene, edizioni ETS, Pisa, 2004.
- F. Ponzetta (a cura di), Carmelo Bene al Costanzo Show: «Occhio zombie che stasera vi spacco il cervello»", Jubal, Siena, 2005.
- Giuliana Rossi, I miei anni con Carmelo Bene, Edizioni della Meridiana (collana Teatro studio), 2005.
- Armando Petrini, Amleto da Shakespeare a Laforgue per Carmelo Bene, Edizioni ETS (collana diretta da Anna Barsotti, 2005.
- A. Valcalda, Florilegio per Carmelo Bene, con un testo di J.-P. Manganaro, ed. l'Obliquo, Brescia, 2006.
- Piergiorgio Giacchè, Carmelo Bene, Antropologia di una macchina attoriale, Bompiani (collana Studi Bompiani), 2007.
- P. Boioli, Carmelo Bene, il cinema della dépense, Falsopiano, Alessandria, 2011.
- Emiliano Morreale (a cura di), Carmelo Bene contro il cinema, Minimum Fax, Roma, 2011.
- L. Liberatore, Il Salento Metafisico di Carmelo Bene, introd. di Carlo Coppola, F.A.L. Vision, Bari, 2012.
- C. Tempio - D. Dell'Ombra, Quel che viene a mancare. Il saggio critico e Carmelo Bene, Villaggio Maori Edizioni, Catania 2012.
- Giuseppe Leone, "D'in su la vetta della torre antica. Giacomo Leopardi e Carmelo Bene sospesi fra silenzio e voce", Edizioni Il Melabò, Lecco, 2015.
- Luisa Viglietti, "Cominciò che era finita", prefazione di Goffredo Fofi, Edizioni dell'asino, Roma, 2020

#### Articoli, giornali e altro su Carmelo Bene
- M. Sardina, L'uomo che apparve alla Madonna - Carmelo Bene dieci anni dopo, «Amedit», n.10, pp. 4–7, marzo 2012.
- Aldo Busi, Busi intervista proprio Bene, «Amedit», n.10, pp. 8–11, marzo 2012.
- M. Cavalli, Bene sul Carmelo della letteratura, «Amedit», n.10, p. 12, marzo 2012.
- Corrado Augias, L'antiphysis di Carmelo Bene, «Teatro», n.2, pp. 86–90, autunno-inverno 1967-68.
- Edoardo Bruno, Nostra Signora dei Turchi, «Filmcritica», n.193, dicembre 1968.
- Italo Moscati, Una rivoluzione che parte dal teatro, «Sipario», n.270, 1968.
- I. Moscati, Nostra Signora dei Turchi, «Rivista del Cinematografo», n.9-10, settembre-ottobre 1968.
- I. Moscati, Dopo il teatro e il cinema la TV secondo Carmelo, «Cineforum» 178, a. XVIII, n.10, ottobre 1978.
- E. Ungari, I nudi e i morti, «Cinema & film», n.9, 1969.
- Alessandro Cappabianca, Capricci, «Filmcritica», n. 202, novembre-dicembre 1969.
- M. Grande, Maschere e pugnali, «Cinema & film», n.9, pp. 257–259, estate 1969.
- M. Grande (a cura di), Carmelo Bene. Il circuito barocco, «Bianco e nero», n.11-12, novembre-dicembre 1973;
- M. Grande, Prassi della teoria nel teatro e nel cinema. Un esempio: Carmelo Bene, «Quaderni della Biblioteca U. Barbaro», n.1, Bulzoni, Roma, 1973.
- M. Grande, Estetica del vacuo. La cena nuda di Bene, «Proposta», n.12-13, pp. 20.23, marzo-giugno 1974.
- M. Grande, L'arte cancellata, dal programma di sala di Amleto di Carmelo Bene (da Shakespeare a Laforgue) Ormagrafica, Roma, 1975.
- Adriano Aprà, Fiori di ghiaccio, «Cinema & film», nn.11-12, 1970.
- Francesco Bolzoni, Don Giovanni, «Rivista del Cinematografo», n.8-9, agosto-settembre 1970.
- S. Arecco, Don Giovanni, «Filmcritica», n.211, 1970.
- Guido Aristarco, Carmelo Bene, forma barocca e travestimento dell'io, «Cinema & film», nn.11-12, 1970.
- G. Turroni, Capricci, «Letture», n.4, 1970.
- M. Abati – G. Raboni, Nostra Signora dei Turchi, Capricci, Don Giovanni, «Cineforum», n.104, 1971.
- Franco La Polla, Ragioni dell'avanguardia nell'opera di Carmelo Bene, «Cinema nuovo», n.212, 1971.
- Giuseppe Bartolucci, Per una lettura di Carmelo Bene dal sessanta al settanta, «Bianco e nero», n.11-12, pp.6-18, 1973.
- Franco Pecori, I veli di Salomè, «Filmcritica», n.231, 1973.
- Giovanni Grazzini, Un Amleto di meno, «Corriere della sera», maggio 1973.
- Vittorio Giacci, Carmelo Bene: il lucido significato del non-senso, «Cineforum», nn.135-136, 1974.
- Rino Mele, Nota a un Amleto di meno, «Filmcritica», n.247, 1974
- Enzo Natta, Un Amleto di meno, «Rivista del Cinematografo», n.10-11, ottobre-novembre 1974.
- Alberto Arile, Aspettando Carmelo, «Cinema sessanta», n.102, marzo-aprile 1975.
- Filippo Bettini – Francesca Salina (a cura di), Il nuovo teatro di Carmelo Bene (con scritti di G. Bartolucci, F. Bettini, M. Grande, I. Moscati, P. Perrotti, F. Salina), «Quadrangolo», n.5, pp. 55-114, gennaio-marzo 1976.
- Cesare Garboli, Bene, grande attore "postumo", «Il Mondo», n.17, 22 aprile 1976.
- Fernando Trebbi, Il bianco medaglione degli Endimioni: surface e profondeur nel Salomè di Carmelo Bene, «Nuova corrente», n.70, 1976;
- H. Ginette, L'énergie sans cesse renouvellée de l'utopie, «Travail théâtral», n.27, 1977.
- J.-P. Manganaro, Carmelo Bene, «Lumière du Cinéma», n.9, pp.38-47, novembre 1977.
- S. Toni, Narciso e la morte del soggetto, «Sipario», n.369, 1977.
- Franco Quadri, Dal teatro alla radio (passando per il cinema), in La “Salomè” di Oscar Wilde secondo Carmelo Bene, XXIX Premio Italia, Venezia, Rai Radiotelevisione Italiana, 1977.
- Sergio Colomba, L'orgasmo dimezzato (a fin di Bene), «Scena», n.3-4, 1978.
- Antonio Costa, Carmelo Bene, in Storia del cinema, vol. IV, Venezia, Marsilio, 1981.
- Bruno Venturi, "Il testo come partitura", in Teatro festival, n.4, giugno-luglio 1986.
- Erik Bullot, Sur quelques films de Carmelo Bene, «Trafic», n.22, 1997.
- Alessandro Bertani, Salomè di Carmelo Bene, «Cineforum», n.377, settembre 1998.
- Ciriaco Tiso, Il cinema di Carmelo Bene o l'estasi convulsa dell'immaginario, «Close-Up», n.7, maggio 1999.
- Alessandro Bertani, L'infinito in cartellone. Gli Amleti di Carmelo Bene, «Cineforum», n.437, pp. 44-46, agosto-settembre 2004.
- Lorenzo Mango, “Ferita era la benda e non il braccio”, «Filmcritica», n.491-492, p.13, gennaio-febbraio 1999.
- P. Giacchè, Carmelo Bene, attore della cultura, «Lo straniero», anno VI, n.22, aprile 2002.
- C. Dumoulié, Carmelo Bene o lo splendore del vuoto, «Lo straniero», anno VII, n.34, aprile 2003.
- P. Giacchè, Perdere un amico, «Rivista di psicologia analitica. Nuova serie», n.17, pp. 87-97, 2004.
- R. Censi, Anamorfosi. Don Giovanni, «Cineforum», n.437, pp. 39-41, agosto-settembre 2004.
- G. Manzoli, Atti puri. Carmelo Bene sportivo, «Cineforum», n.437, pp.53-56, agosto-settembre 2004.
- E. Morreale, Storia, geografia, cecità. Nostra Signora dei Turchi, «Cineforum», n.437, pp.42-43, agosto-settembre 2004.
- G. Pisanò, S. Giuseppe da Copertino nella letteratura del Novecento (I. Silone, V. Bodini, C. Bene, A. Prete), «Studi salentini», anno 49, LXXXI, pp.148-184, 2004.
- A. Soncini, Fottersene di Shakespeare. Carmelo Bene in televisione, «Cineforum», n.437, pp.50-52, agosto-settembre 2004.
- P. Spaziani, Una macchina attoriale, «Cineforum», n.437, pp.47-49, agosto-settembre 2004.
- B. Filippi, L'humilité est conditio prima. Le renvers de l'excés chez Carmelo Bene, «Théâtre/Public», n.178, pp. 31–35, 2005.
- R. Cirio, "Tutto per Bene", "Nero su bianco", "Lo schiacciavoci" in "Serata d'onore" pp. 279–285, Bompiani 1983
- R. Cirio, "Carmelodramma" L'Espresso 10 gennaio 1988
- G. Podestà, "L'avventura del realismo in Italia", in "La plasticità teatrica", Mondini e Siccardi Editori, Genova 1982.
- Giuseppe Leone, "Montale, Carmelo Bene e le Paralimpiadi 2016 di Rio, Pomezia-Notizie, Roma, Novembre 2016, pp.1-3.
- Giuseppe Leone, "Ho sognato di vivere! Ovvero la cultura del doppio nelle poesie inedite di Carmelo Bene", Pomezia-Notizie, Roma, aprile 2021, pp. 5-7.

### Cinema

#### Regie
- Ventriloquio (1970), mediometraggio (17'). Con Carmelo Bene, Lydia Mancinelli. Montaggio: Mauro Contini. Irreperibile.
- Hermitage (1968), mediometraggio (25'). Con Carmelo Bene, Lydia Mancinelli. Musica: Vittorio Gelmetti. Fotografia: Giulio Albonico. Montaggio: Pino Giomini. Produzione: Nexus film. Formato: 35 mm. Copia conservata presso la Cineteca Nazionale.
- Il barocco leccese (1968), cortometraggio (6'). Documentario.
- A proposito di "Arden of Feversham" (1968), mediometraggio (20'). Con Carmelo Bene, Giovanni Davoli, Manlio Nevastri.
Irreperibile. Presso la Cineteca Nazionale è stato individuato il negativo privo di colonna sonora.
- Nostra Signora dei Turchi (1968), lungometraggio (124'). Con Carmelo Bene, Lydia Mancinelli, Ornella Ferrari, Anita Masini, Salvatore Siniscalchi, Vincenzo Musso. Premio speciale della giuria al XXIX Festival di Venezia (“per la totale libertà con cui ha espresso la sua forza creativa mediante il mezzo cinematografico”).
Musiche: Čajkovskij, 'Capriccio italiano'; Donizetti, 'Lucia di Lammermoor'; Musorgksij, 'Una notte sul Monte Calvo', 'Quadri di un'esposizione'; Gounod, Faust; Puccini, 'Manon Lescaut', 'La fanciulla del West'; Rachmaninov, 'Concerto n. 2 per pianoforte e orchestra'; Rossini, 'La gazza ladra'; Stravinskij, 'Petrouchkà; Verdi, 'Un ballo in maschera', 'La Traviatà; Jarre, tema da 'Lawrence d'Arabià; Karas, tema da 'Il terzo uomo'.
- Capricci (1969), lungometraggio (89'). Con Carmelo Bene, Anne Wiazemsky, Tonino Caputo, Giovanni Davoli, Ornella Ferrari, Gian Carlo Fusco, Poldo Bendandi. Presentato al XXII Festival di Cannes 1969, Quinzaine des Realisateurs.
Musiche: Čajkovskij, 'Capriccio italiano'; Puccini, 'La Bohéme'; Verdi, 'Macbeth', 'La Traviata'.
- Don Giovanni (1970), lungometraggio (90'). Musiche: Bizet, 'Carmen'; Donizetti, 'Don Pasquale'; Mozart, 'Don Giovanni'; Musorgskij, 'Quadri di un'esposizione'; Prokof'ev, 'Aleksandr Nevskij'; Verdi, 'Simon Boccanegra'.
- Salomè (1972), lungometraggio (80'). Con Carmelo Bene, Lydia Mancinelli, Alfiero Vincenti, Donyale Luna, Veruschka von Lehndorff, Piero Vida, Franco Leo, Giovanni Davoli.
Musiche: Brahms, 'Ein Deutsches Requiem'; Schubert, 'Sinfonia "Incompiuta"'; Sibelius, 'Valse Triste'; R. Strauss, 'Danza dei sette velì.
- Un Amleto di meno (1973), lungometraggio (70'). Con Carmelo Bene, Luciana Cante, Sergio di Giulio, Franco Leo, Lydia Mancinelli, Luigi Mezzanotte, Isabella Russo, Giuseppe Tuminelli, Alfiero Vincenti.
Soggetto liberamente tratto da: Jules Laforgue, “Hamlet, ou les suites de le pitié filiale” (1877).
Musiche: Musorgksij, 'Quadri di un'esposizione'; Rossini, 'La gazza ladra', 'Il turco in Italià, 'L'italiana in Algeri'; Stravinskij, 'L'histoire du soldat'; Wagner, 'Tannhauser', 'Tristano e Isotta'.

#### Partecipazioni
- Un'ora prima di Amleto + Pinocchio di Paolo Brunatto, 1965
- Bis di Paolo Brunatto, 1965
- Edipo re, di Pier Paolo Pasolini, 1967
- Lo scatenato di Franco Indovina, 1967
- Umano non umano di Mario Schifano, 1969
- Colpo rovente di Piero Zuffi, 1969-1970
- Necropolis, regia di Franco Brocani (1970)
- Tre nel mille di Franco Indovina, 1970 (ma mandato in onda in Rai con il titolo Storie dell'anno mille nel gennaio/febbraio 1973)
- Claro di Glauber Rocha, 1975

### Televisione
- 1974
  - Bene! Quattro diversi modi di morire in versi. Blok-Majakovskij-Esènin-Pasternak; adattamento testi di C.B. e R. Lerici; traduzioni di: I. Ambrogio, R. Poggioli, A. M. Ripellino, B. Carnevali; riduzione, adattamento, regia e voce recitante C.B.; scene M. Fiorespino; direttore della fotografia G. Abballe; musiche di V. Gelmetti; voce solista C: B.; assistente alla regia C. Tempestini; mixer video A. Lepore; operatori RVM: m: Nicoletti, E. Piccirilli; produzione RAI; durata 1h 20', trasmesso in due parti il 27 e 28/10/1977, Rai 2.
  - Amleto, di Carmelo Bene (da Shakespeare a Laforgue); regia, scene, costumi e interprete[2] principale C.B.; direttore della fotografia G. Abballe; montaggio RVM G. Marguccio; musiche L. Zito; altri interpreti: A. Vincenti, J. P. Boucher, F. Leo, P. Baroni, L. Mezzanotte, D. Silverio, S. Javicoli, L. Bosisio, M. A. Nobencourt, L. Morante, L. Mancinelli, C. Cinieri; delegato alla produzione R. Carlotto; produzione RAI; durata 63'; trasmesso il 22/4/1978, Rai 2.
- 1977 Riccardo III (da Shakespeare) secondo Carmelo Bene; regia, scene, costumi e interprete[2] principale C.B.; direttore della fotografia G. Abballe; montaggio RVM S. Spini; musiche L. Zito; altri interpreti: L. Mancinelli, M. G. Grassini, D. Silverio, S. Javicoli, L. Morante, L. Dotti; assistente alla regia A.M. Angeli; tecnico audio B. Severo; mixer video G. Casalinuovi; elaborazione elettronica per il colore G. Virgili; delegato al programma R. Carlotto; produzione RAI; durata 76'; trasmesso il 7/12/1981, Rai 2 (e il 5/1/1984)
- 1979 Manfred versione per concerto in forma d'oratorio; regia e interprete[2] principale C.B.; direttore della fotografia G. Abballe; aiuto regia M. Fogliatti; montaggio RVM F. Biccari; elaborazione elettronica per il colore M. Taruffi; direttore di scena M. Contini; mixer video M. Agrestini, S. Di Paolis; mixage audio A. Bianchi; altri interpreti: Astarte - L. Mancinelli, (soprano) A. Tammaro, (contralto) S. Mukhametova, (tenore) D. Di Domenico, (bassi) F. Tasin, B. Ferracchiato, A. Picciau, A. Santi; Orchestra e coro comunale di Bologna; direttore d'orchestra P. Bellugi; maestro del coro L. Magiera; registrazione in esterni, realizzazione e produzione RAI; coordinamento per l'edizione L. Stefanucci; trasmesso il 12/9/1983, Rai 2
- 1984 L'Adelchi, di Alessandro Manzoni in forma di concerto; da uno studio di C.B. e Giuseppe Di Leva “L'Adelchi o la volgarità del politico”; regia e interprete[2] principale C.B.;regia televisiva C. Battistoni; musiche G. G. Luporini; altri interpreti: Ermengarda – A. Perino; percussioni live A. Striano; registrato al Teatro Lirico di Milano 1984; trasmesso il 9/9/1985, Rai 2
- 1987
  - Carmelo Bene e i canti di Giacomo Leopardi; intervista introduttiva con M. Grande e Vanni Leopardi e lettura dei Canti di C.B.; riprese in diretta da Villa Leopardi e in piazza Leopardi a Recanati; regia televisiva F. Di Rosa; trasmesso il 12/9/1985, Rai 3.
  - Hommelette for Hamlet, operetta inqualificabile (da J. Laforgue); regia e interprete[2] principale C.B.; scene e costumi G. Marotta; direttore della fotografia G. Abballe; musiche originali adattate e dirette da L. Zito;sculture G. Gianese; direttore di scena M. Contini; fonico mixer S. Santori; fonico recordista M. Corazzini; altri interpreti: il Re – U. Trama, Kate - Marina Polla De Luca, Orazio - A. Brugnini, Gertrude - S. De Santis, Will - V. Waiman, gli angeli – O. Cattaneo, W. Esposito, F. Felice, L. Fiaschi, D. Riboli, A. Zuccolo; produzione Nostra Signora S.r.l. – RAI; durata 62'; trasmesso il 25/11/1990, Rai 3.
- 1996
  - Macbeth horror suite di Carmelo Bene da William Shakespeare; regia e interprete[2] principale C.B. musica da G. Verdi; montaggio P. Centomani; altri interpreti: Lady Macbeth – S. Pasello; scene T. Fario; costumi L. Viglietti; datore luci D. Ronchieri; montaggio audio E. Savinelli; tecnico video P. Murolo; mixer video C. Ciampa; assistente alla regia M. Lamagna; ottimizzazione A. Loreto; direttore di produzione G. Pagano; produzione Nostra Signora S.r.l. e RAI; realizzato nel Centro di Produzione Tv di Napoli; durata 60'; trasmesso il 5/4/1997, Rai 2.
  - Lectura Dantis, regia e interprete[2] principale C.B.; montaggio P. Centomani; montaggio audio E. Savinelli; tecnico video P. Murolo; mixer video C. Ciampa; assistente alla regia M. Lamagna; ottimizzazione A. Loreto; direttore di produzione G. Pagano; produzione Nostra Signora S.r.l. e RAI; realizzato nel Centro di Produzione Tv di Napoli; Rai 2. Inedito.
  - Canti orfici, regia e interprete[2] principale C.B.; montaggio P. Centomani; montaggio audio E. Savinelli; tecnico video P. Murolo; mixer video C. Ciampa; assistente alla regia M. Lamagna; ottimizzazione A. Loreto; direttore di produzione G. Pagano; produzione Nostra Signora S.r.l. e RAI; realizzato nel Centro di Produzione Tv di Napoli; durata 62'33", trasmesso da Rai 2.
- 1997 Carmelo Bene - In-vulnerabilità d'Achille (tra Sciro e Ilio), libera versione poetica da Stazio, Kleist, Omero ci Carmelo Bene; regia, scene, costumi e voce solista C.B.; tecnico del suono A. Macchia; montaggio M. Contini; produzione Nostra Signora S.r.l., Rai; durata 50'50".
- 1998 Carmelo Bene e la voce dei Canti, dai Canti di G. Leopardi, regia e interprete[2] C.B; musiche di G. Giani Luporini; pianoforte solista S. Bergamasco; tecnici del suono D. D'Angelo, A. Macchia; montaggio M. Contini; direttore di studio T. Fario; Luci D. Ronchieri; produzione Nostra Signora S.r.l., Rai e l'Assessorato alla Cultura di Roma; trasmesso in sette puntate di circa 30' dal giugno al luglio 1998 da Rai 2.
- 1999 Pinocchio, ovvero lo spettacolo della Provvidenza; riduzione e adattamento da Caro Collodi di Carmelo Bene; regia e interprete[2] principale C.B., musiche G. Giani Luporini; scene e maschere T. Fario; costumi L. Viglietti; direttore della fotografia G. Caporali; montaggio F. Lolli; altri interpreti: S. Bergamasco; luci spettacolo D. Ronchieri;fonico A. Macchia; assistente alla regia M. Lamagna; postproduzione audio C. Bocci; postproduzione in Edit box C. Bonavita; direttore di produzione G. de Vizio; produzione RAI e Nostra Signora S.r.l.; durata 75'; trasmesso il 29/5/1999, Rai 2.
- 2001 Carmelo Bene in Carmelo Bene – quattro momenti su tutto il nulla, di C.B.; luci P. Rachi; cameraman N. Confalonieri; direttore produzione R. Romoli; montaggio A. Buonomo; direttore tecnico C.B.; produzione Nostra Signora S.r.l., S. Giussani -Sacha Film e P. Ruspoli - Rai Trade, durata1 h 45'; Rai 2 Palcoscenico
- 2002 Otello o la deficienza della donna di William Shakespeare secondo Carmelo Bene, riprese del 1979; girato in due pollici, durata circa 15 ore, presso gli studi Rai di Torino; montaggio 2001/2002 di C.B. e M. Fogliatti; regia scene, costumi e interprete[2] principale C.B.; musiche L. Zito; altri interpreti: C. Cinieri, M. Martini, L. Bosisio, C. Dell'Aguzzo, J.P. Boucher; produzione RAI; in onore di Carmelo Bene proiettato in prima internazionale al Teatro Argentina il 18 marzo 2002.; durata 76' 46".
- 2003 Lorenzaccio, al di là di de Musset e Benedetto Varchi, di Carmelo Bene. Regia di Carmelo Bene, interpreti[2]: Carmelo Bene, Isaac George, Mauro Contini. Registrazione dello spettacolo teatrale del 1986, montaggio di Mauro Contini con la supervisione di Carmelo Bene. Direzione televisiva: Mauro Contini, Produzione: Fondazione l'Immemoriale di Carmelo Bene in collaborazione con Rai International e il comune di Roma, durata 90', 2003, Italia, colore, video. (Proiettato in prima internazionale all'Auditorium Parco della Musica di Roma nell'ambito della manifestazione “Roma per Carmelo ” il 1º settembre 2003)

### Radio
Produzione RAI
- 1973
  - Le interviste impossibili
    - Giorgio Manganelli incontra De Amicis
    - Giorgio Manganelli incontra Tutankamon
    - Giorgio Manganelli incontra Nostradamus
    - Giorgio Manganelli incontra Casanova
    - Giorgio Manganelli incontra Dickens
    - Giorgio Manganelli incontra il califfo di Bagdad
    - Guido Ceronetti incontra Jack lo squartatore
    - Guido Ceronetti incontra Attila
    - Oreste Del Buono incontra Leopold von Sacher Masoch
    - Oreste Del Buono incontra Dostoevskij
    - Vittorio Sermonti incontra Marco Aurelio
    - Alberto. Arbasino incontra Ludwig II di Baviera
    - Alberto Arbasino incontra Oscar Wilde
    - Nelo Risi incontra Jean-Paul Marat
    - Italo Calvino incontra Montezuma

  - Cassio governa Cipro; di G. Manganelli. Personaggi e Interpreti[2]: Otello: Carmelo Bene; Jago: Cosimo Cinieri; Desdemona: Lidia Mancinelli; Cassio: Giacomo Ricci; Emilia: Rosa Bianca Scerrino; Bianca: Renata Biserri; Roderigo: Alessandro Haber; Brabanzio: Piero Baldini; Ludovico: Rodolfo Baldini.
  - Nostra signora dei turchi
- 1974
  - In un luogo imprecisato; di G. Manganelli.
  - Amleto; da Shakespeare e Laforgue
  - Pinocchio, due parti dal romanzo omonimo di Carlo Lorenzini Collodi. Personaggi e Interpreti[2]: Pinocchio: Carmelo Bene; La Bambina dai Capelli Turchini: Lidia Mancinelli; Lucignolo: Luigi Mezzanotte; La Volpe: Bianca Doriglia, Mastro Ciliegia, Il Grillo Parlante, Il Pappagallo, L'Imbonitore: Cosimo Cinieri; Geppetto, Mangiafuoco, Il Gatto, Il Narratore: Alfiero Vincenti; Un Ragazzo, Rosa Bianca Scerrino; La Piccola Vedetta Lombarda: Irma Palazzo.
- 1975
  - Salomè da O. Wilde
  - Tamerlano il grande; di C. Marlowe; protagonista C.B.; regia C. Quartucci
- 1976 Romeo e Giulietta; da W. Shakespeare
- 1979
  - Cuore; di E. de Amicis
  - Manfred; da Byron – Schumann
  - Otello; da W. Shakespeare
- 1979 Hyperion; da F. Hölderlin - Maderna
- 1983 Egmont; da Goethe – Beethoven
- 1984 L'Adelchi; da A. Manzoni
- 1997
  - Canti orfici; di D. Campana
  - Lectura Dantis; di Dante Alighieri
- 1998
  - Carmelo Bene e la voce dei Canti di Giacomo Leopardi
  - Pinocchio, ovvero lo spettacolo della provvidenza; di C. Collodi
- 1999
  - Gabriele D'Annunzio – La figlia di Iorio; da G. D'Annunzio
  - Pinocchio, ovvero lo spettacolo della provvidenza; riduzione e adattamento da Caro Collodi di Carmelo Bene; regia e interprete[2] principale C.B., musiche G. Giani Luporini; scene e maschere T. Fario; costumi L. Viglietti; direttore della fotografia G. Caporali; montaggio F. Lolli; altri interpreti: S. Bergamasco;
- 2000 In-vulnerabilità d'Achille, da Stazio, Omero e Kleist

### Discografia
- 1962 –Il teatro laboratorio Majakovskij e Garcia Lorca; attore-solista C.B.; musiche di G. Lenti; Roma, RCA Edizioni letterarie.
- 1976 – Una nottata di Carmelo Bene con Romeo, Giulietta e compagni; a cura di R. Lerici - registrazioni al Teatro Valle di Roma durante le prove di Romeo e Giulietta 1976; Audiolibri Mondadori
- 1980
  - Carmelo Bene - Manfred – Byron-Schumann; poema drammatico di G. G. Byron; musiche da R. Schumann; traduzione italiana, regia e voce solista C.B.; e con: L. Mancinelli (voce recitante), S. Baleani (soprano), W. Borelli (mezzosoprano), E. Buoso (tenore), C. del Bosco (basso); orchestra e coro del Teatro alla Scala, direttore D. Renzetti; direttore del coro R. Gandolfi; produzione a cura di R. Maenza; direttore musicale della registrazione F. Miracle; regia del mixaggio C.B.; registrazione live effettuata al Teatro della Scala di Milano il 1/10/1980; doppio LP stereo, Fonit Cetra.
  - Carmelo Bene - Majakovskij, dedicato a Sandro Pertini, nel cinquantenario della morte di Majakovskij e nel centenario della nascita di Blok, concerto per voce recitante e percussioni; testi di A. Blok, V. Majakovskij, S. Esenin, B. Pasternak; traduzioni di: R. Poggioli, A. M. Ripellino, B. Carnevali; riduzione, adattamento, regia e voce recitante C.B.; musiche di G. Giani Luporini; musicisti solisti: M. ilie, (violino), S. Verzari (tromba), V. De Vita (pianoforte); direttore della registrazione P. Chiesa; fonico R. Citterio; produzione a cura di R. Maenza; registrazione live effettuata il 10/10/1980 – Roma – Teatro dell'Opera doppio LP Fonit Cetra.
- 1981
  - Carmelo Bene - Lectura Dantis; voce recitante C.B.; musiche introduttive di S. Sciarrino; musicista solista D. Bellugi (flauto); produzione R. Maenza; registrazione live Bologna, Torre degli Asinelli, 31 luglio.- CGD.
  - Carmelo Bene in Pinocchio (storia di un burattino da Collodi); nel centenario della nascita di Pinocchio; regia, elaborazione testi e voce principale C.B.; musiche di G.Giani Luporini; la Fatina L. Mancinelli; tecnici della registrazione: G. Burroni, M. Contini, B. Bucciarelli; Mixer L. Torani; produzione a cura di R. Maenza; registrazione effettuata a Forte dei Marmi - CGD.
- 1984 Carmelo Bene – “L'Adelchi di Alessandro Manzoni”; uno studio di Carmelo Bene e Giuseppe Di Leva; musiche di G. Giani Luporini, orchestra sinfonica e coro di Milano della Rai; Direttore E: Collina, maestro del coro M. Balderi; voce principale C.B.; Ermengarda: A. Perino; percussioni A. Striano; registrato in occasione delle recite al Teatro lirico di Milano febbraio – marzo 1984; produzione a cura di A, Pischedda; regia del mixaggio C.B.; tecnici del suono L. Cavallarin, G. Jametti; Fonit-Cetra.
- 1994 Carmelo Bene in Hamlet suite – spettacolo-concerto; collage di testi e musiche di C.B.; interprete[2] principale C.B.; Kate-Ofelia: M. Chiarabelli, P. Boschi; mixer P. Lovat; assistente L. Viglietti; produzione a cura di M. Bavera; registrato al Teatro Morlacchi di Perugia il 25 novembre 1994, Nostra Signora S.r.l.
- 1999 Dino Campana – Carmelo Bene - Canti Orfici – Variazioni per voce - stralci e varianti, voce recitante C.B., in collaborazione con la RAI; Mastering Suoni S.r.l.; tecnico del suono A. Macchia; libro e compact disc - Bompiani, giugno

### Registrazioni audiovisive di prove e seminari
- Il principe cestinato, (colloquio satirico-filosofico con Carmelo Bene), realizzato da Carlo Refele e Maurizio Grande, durante le prove di Un Amleto di meno, con Lydia Mancinelli e Alberto Arbasino, 1972.
- L'immagine della phoné, Teatro Argentina, Roma, 18 e 20 novembre 1984. Archivio Storico delle Arti Contemporanee, La Biennale, Venezia.
- Seminario a porte chiuse sulla macchina attoriale, per la Biennale Teatro 1989, Venezia, settembre 1989. Archivio Storico delle Arti Contemporanee, La Biennale, Venezia.
- Macbeth di William Shakespeare. Videoregistrazione in tempo reale delle prove dell'edizione teatrale del 1983. Teatro Ateneo, Roma, 22 ottobre – 23 novembre 1982. Centro Teatro Ateneo, Archivio dello spettacolo, Roma.
- Macbeth di Carmelo Bene, programma video in due parti: Concerto per attore solo e Le tecniche dell'assenza. Progetto di F. Marotti e M. Grande. Centro Teatro Ateneo, Archivio dello spettacolo, Roma, 1985.
- Quattro seminari straordinari di Carmelo Bene, Palazzo delle Esposizioni, Roma, 12-15 dicembre 1990.

### Fonti bibliografiche
- Carmelo Bene-Giancarlo Dotto, Vita di Carmelo Bene, Milano, Bompiani-RCS 2005 (1ª ed. 1998). ISBN 88-452-3350-2
- Carmelo Bene, Opere, con l'Autografia d'un ritratto, Classici Bompiani, Milano, 2002, ISBN 88-452-5166-7
- Antonio Attisani - Marco Dotti, Bene crudele. Cattivario di Carmelo Bene, Nuovi equilibri, Roma, ISBN 88-7226-826-5
- Cosetta G. Saba, Carmelo Bene, Il Castoro Cinema n. 195, Editrice Il Castoro, 2005, ISBN 88-8033-133-7
- Giuliana Rossi, I miei anni con Carmelo Bene, Edizioni della Meridiana, Firenze, 2005. ISBN 88-87478-79-1
- Piergiorgio Giacchè, Carmelo Bene. Antropologia di una macchina attoriale, Bompiani, Milano, 2007 (1 ed. 1997). ISBN 88-452-5823-8
- Carmelo Bene - Gilles Deleuze, Sovrapposizioni, Quodlibet, Macerata, 2002 (2ª ed. 2006), ISBN 88-86570-91-0
- Giorgio Taffon, Carmelo Bene: scrivere, ri-scrivere, di-scrivere, in Maestri drammaturghi nel teatro italiano del '900. Tecniche, forme, invenzioni, Editori Laterza, Roma-Bari, 2005
- Umberto Artioli - Carmelo Bene, Un dio assente. Monologo a due voci sul teatro, Medusa ed., Milano, 2006, ISBN 88-7698-051-2
- Tonino Conte, L'amato bene, Giulio Einaudi ed., Torino, 2002. ISBN 88-06-16116-4
- Tempio - Dell'Ombra, Quel che viene a mancare. Il saggio critico e Carmelo Bene, Villaggio Maori Edizioni, Catania 2012, ISBN 88-98119-09-7
- A cura di Bruno Di Marino, Marco Meneguzzo, Andrea La Porta, Lo sguardo espanso. Cinema d'artista italiano 1912-2012, Silvana Editoriale, 2012

### Video
- Mixer Cultura, trasmissione del 1987
- La macchina attoriale, a cura di Pietro Ruspoli & Tonino del Colle.
- Uno contro tutti, puntata del MCS del 27 giugno 1994
- A dispetto di tutti, puntata del MCS del 23 ottobre 1995
- La voce che si spense, trasmissione Rai del 2003